# Edda Ewert
Edda Ewert (* im 20. Jahrhundert) ist eine deutsche Goalballspielerin.

## Werdegang
Edda Ewert ist stark sehbehindert. Trotz dieses Handicaps wollte sie auf sportliche Betätigung und auf Ausübung dieser Betätigung im Rahmen des Leistungssportes nicht verzichten. Da sie es vorzog, Sport in Gemeinschaft mit anderen Behinderten zu betreiben, wählte sie als Sportart das Goalballspiel. Ihre sportlichen Leistungen rechtfertigten es, in die deutsche Nationalmannschaft aufgenommen zu werden. Mit dieser Mannschaft nahm sie 1996 an den Paralympischen Sommerspielen in Atlanta teil, bei der die deutsche Mannschaft schließlich das Endspiel erreichte. In diesem Finale besiegte sie in der Besetzung Martina Bethke, Christel Bettinger, Gudula Demmelhuber, Cornelia Dietz, Christine Krause und Edda Ewert die finnische Mannschaft und wurde so Olympiasieger und Gewinner einer Goldmedaille.
Für diesen Erfolg wurden sie und die deutsche Goalballnationalmannschaft vom Bundespräsidenten mit dem Silbernen Lorbeerblatt ausgezeichnet.